# Lennart Moser
Lennart Moser, né le 6 décembre 1999 à Berlin en Allemagne, est un footballeur allemand. Il évolue au poste de gardien de but.

## Biographie

### En club

#### Formation à l'Union Berlin et prêts
Né à Berlin, Lennart Moser est rapidement repéré par un club phare de sa ville à savoir l'Union Berlin. Il fera toutes les classes jeunes là-bas mais ne parviendra pas à intégrer l'équipe professionnelle. 
Le 4 juillet 2019, il est prêté au FC Energie Cottbus  évoluant en Regionalliga. Il joue son premier match le 27 juillet 2019 face au VSG Altglienicke. Il y disputera 18 rencontres.
Le 21 janvier 2020, il est prêté au Cercle Bruges  évoluant en Jupiler Pro League. Il joue son premier match professionnel le 26 janvier 2020 lors d'une défaite 2-1 face au RSC Anderlecht. Il n'y jouera cependant que 7 matchs. 
Le 1er janvier 2021, il est de nouveau prêté au SK Austria Klagenfurt évoluant alors en Bundesliga autrichienne. Il joue son premier match le 7 février 2021 lors d'une défaite 5-3 face à LASK en Coupe d'Autriche. Il y jouera 10 matchs.

#### KAS Eupen
Le 1er juillet 2022, il signe en faveur du club belge du KAS Eupen . Il joue son premier match le 6 août 2022 lors d'une défaite 4-2 face au KRC Genk, comptant pour la troisième journée de Jupiler Pro League.

## Statistiques
| Saison                | Club                      | Championnat           | Championnat | Championnat | Coupe(s) nationale(s) | Coupe(s) nationale(s) | Autres compétitions | Autres compétitions | Autres compétitions | Total | Total |
| Saison                | Club                      | Division              | M.          | B.          | M.                    | B.                    | Comp.               | M.                  | B.                  | M.    | B.    |
| 2017-2018             | Union Berlin              | 2. Bundesliga         | 0           | 0           | -                     | -                     | -                   | -                   | -                   | 0     | 0     |
| 2018-2019             | Union Berlin              | 2. Bundesliga         | 0           | 0           | -                     | -                     | Barrages            | 0                   | 0                   | 0     | 0     |
| 2020-2021             | Union Berlin              | Bundesliga            | 0           | 0           | 0                     | 0                     | -                   | -                   | -                   | 0     | 0     |
| Sous-total            | Sous-total                | Sous-total            | 0           | 0           | 0                     | 0                     | -                   | 0                   | 0                   | 0     | 0     |
| 2019-2020             | Energie Cottbus (prêt)    | Regionalliga          | 16          | 0           | 1                     | 0                     | -                   | -                   | -                   | 17    | 0     |
| 2019-2020             | Cercle Bruges (prêt)      | Division 1A           | 7           | 0           | -                     | -                     | -                   | -                   | -                   | 7     | 0     |
| 2020-2021             | Austria Klagenfurt (prêt) | 2. Liga               | 2           | 0           | 1                     | 0                     | Barrages            | 0                   | 0                   | 3     | 0     |
| 2021-2022             | Austria Klagenfurt (prêt) | Bundesliga            | 5           | 0           | 2                     | 0                     | -                   | -                   | -                   | 7     | 0     |
| Sous-total            | Sous-total                | Sous-total            | 30          | 0           | 4                     | 0                     | -                   | 0                   | 0                   | 34    | 0     |
| 2022-2023             | KAS Eupen                 | Division 1A           | 31          | 0           | -                     | -                     | -                   | -                   | -                   | 31    | 0     |
| 2023-2024             | KAS Eupen                 | Division 1A           | 0           | 0           | -                     | -                     | -                   | -                   | -                   | 0     | 0     |
| Sous-total            | Sous-total                | Sous-total            | 31          | 0           | -                     | -                     | -                   | -                   | -                   | 31    | 0     |
| Total sur la carrière | Total sur la carrière     | Total sur la carrière | 61          | 0           | 4                     | 0                     | -                   | 0                   | 0                   | 65    | 0     |